# Luigi Vassalli
Luigi Vassalli (également Luigi Vassalli-bey) (8 janvier 1812 - 13 juin 1887) est un égyptologue et patriote italien.

## Biographie
Vassalli est né en 1812 à Milan.
En 1828, il s'inscrit à l'Académie de Brera et c'est à cette époque qu'il rejoint l'activisme mazzinien, mais après l'échec d'une conspiration, il est condamné à mort, avant d'être gracié mais exilé. Il s'installe dans plusieurs endroits en Europe, puis se rend en Égypte où il commence à travailler pour le gouvernement local.
En 1848, Vassalli retourne dans sa patrie pour rejoindre les mouvements révolutionnaires contre l'Empire autrichien, mais après l'échec, il retourne en Égypte où il devient portraitiste et guide archéologique pour de riches étrangers.
Vers 1858, il est nommé inspecteur des fouilles par l'égyptologue français Auguste Mariette, qui est alors directeur des Antiquités. Vassalli participe aux fouilles de Gizeh et de Saqqarah jusqu'en 1860, date à laquelle il donne sa démission et rentre chez lui pour apporter sa contribution à l'Expédition des Mille dirigée par Giuseppe Garibaldi. Après la victoire, il est nommé conservateur de première classe au Musée archéologique national de Naples ; cependant, cette fonction est rapidement supprimée par la direction du musée, et Vassalli revient au Caire.
En Égypte, il effectue plusieurs explorations archéologiques dans de nombreux sites tels que Tanis, Saqqarah, Dendérah et Edfou de 1861 à 1868. Il envoie de nombreux restes de momies au Museo Civico di Storia Naturale de Milan et, en 1871, il réalise environ cent-cinquante moulages de monuments exposés au Musée de Boulaq qu'il emporte à Florence. Pendant son court séjour, le gouvernement italien lui demande d'inspecter de nombreuses collections égyptiennes en Italie, après quoi il retourne à ses fonctions au Caire.
Toujours en 1871, il découvre avec Auguste Mariette le mastaba de Néfermaat à Meïdoum, bien connu pour la célèbre scène communément appelée  les Oies de Meïdoum. Vassalli a soigneusement retiré toute la scène du mur de la tombe et l'a remontée à l'intérieur du musée de Boulaq. Ce fait a suscité une controverse plus d'un siècle plus tard, lorsque, dans une recherche de 2015, l'égyptologue Francesco Tiradritti a suggéré que la scène des oies de Meidoum était un faux du XIXe siècle, peut-être réalisé par Vassalli lui-même, une affirmation rejetée par les autorités égyptiennes.
Après la mort de Mariette en 1881, Vassalli devient directeur par intérim jusqu'à l'installation de Gaston Maspero.
Il prend sa retraite en 1884 et retourne à Milan puis à Rome ; il s'y suicide le 13 juin 1887. Selon son testament, tous ses papiers sont donnés à la ville de Milan.

## Publications
- I monumenti istorici egizi: il museo e gli scavi d'antichità eseguiti per ordine di S.A. Il vicerè Ismail Pascia, Milan, 1867.